# Metamorphosed
Metamorphosed — двадцать четвёртый студийный альбом американской рок-группы Osees из Сан-Франциско. Он был выпущен 16 октября 2020 года лейблом Rock Is Hell. Это второй полноформатный альбом группы, выпущенный под названием Osees. Ранее группа выпускала свои альбомы под названиями «Thee Oh Sees», «OCS», «The Ohsees» и «The Oh Sees». Альбом представляет собой микс песен, записанных для альбома группы 2019 года Face Stabber, а также джем-сейшнов, записанных в Мексике во время последующего тура. Это второй из трёх полноформатных альбомов, выпущенных группой в 2020 году.

## Предыстория и релиз
Metamorphised был одним из двух альбомов, анонсированных в день релиза предыдущего альбома группы Protean Threat, наряду с ремикс-альбомом Panther Rotate. Альбом открывается тремя короткими треками, изначально записанными для релиза группы 2019 года Face Stabber, за которыми следуют два расширенных джем-трека, записанных в Эрмосильо, Мексика. Дополнительный вокал и инструментарий для джем-треков были завершены в домашней студии Джона Дуайера, Stu Stu Studio.

## Отзывы
| Оценки критиков | Оценки критиков |
| Источник        | Оценка          |
| --------------- | --------------- |
| Classic Rock    | [ 4 ]           |
| Mojo            | [ 5 ]           |
| Uncut           | 7/10            |

Альбом получил положительные оценки и признание от музыкальных критиков: Classic Rock, Mojo, Uncut.

## Список композиций
| №  | Название                      | Длительность |
| -- | ----------------------------- | ------------ |
| 1. | «Saignant»                    | 1:29         |
| 2. | «Electric War»                | 1:56         |
| 3. | «Weird and Wasted Connection» | 1:55         |
| 4. | «The Virologist»              | 14:11        |
| 5. | «I Got a Lot»                 | 23:10        |